# Суничні поля (меморіал)

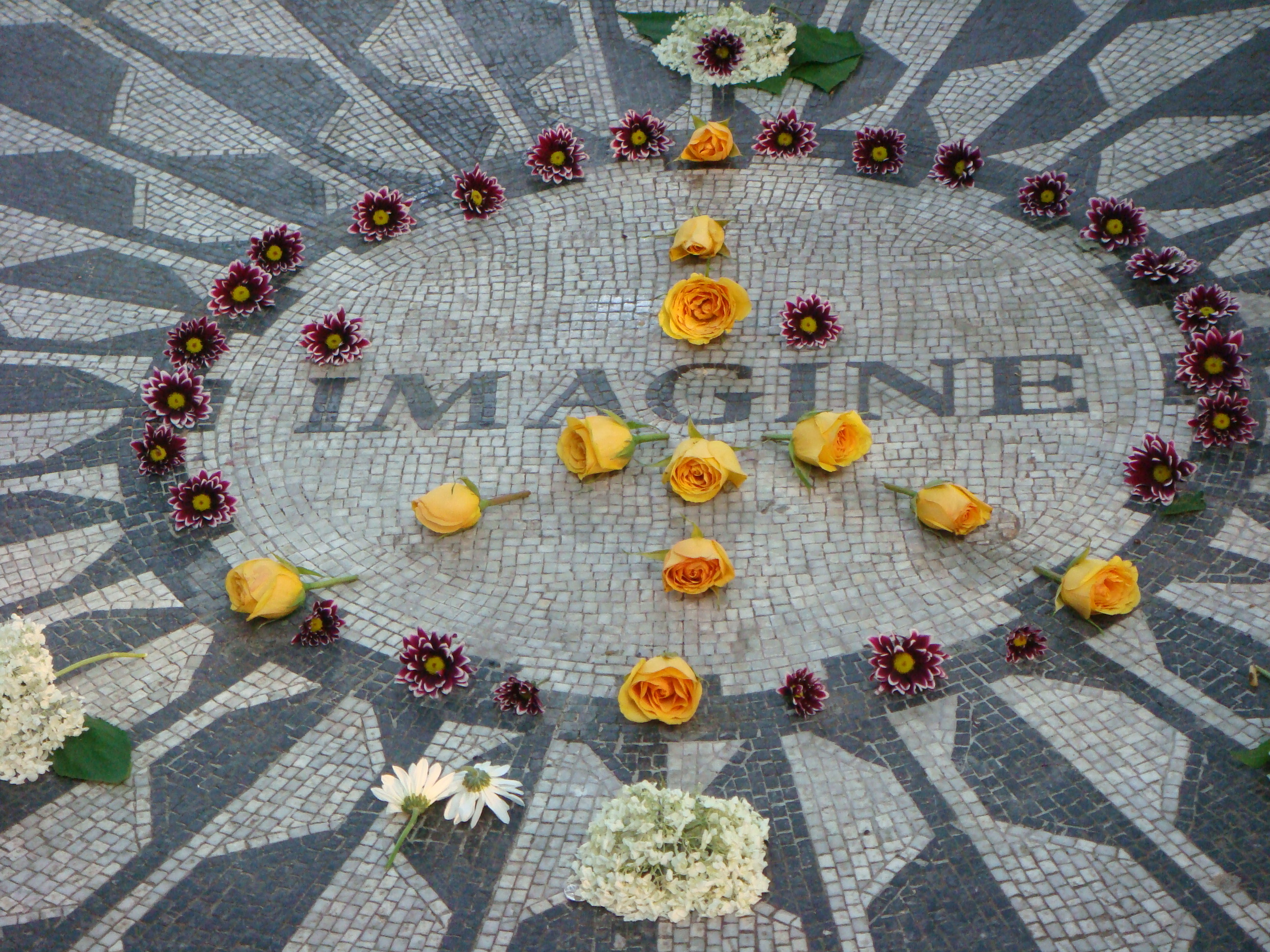
Пацифік в центрі мозаїки

Суничні поля (англ. Strawberry Fields) — секція Нью-Йоркського Центрального Парку (завбільшки 2,5 акри — 10 000 м²) присвячена пам'яті Джона Леннона. Меморіал названий за однойменною піснею групи «Бітлз».

## Створення та місце розташування
Архітектором пам'ятника був Брюс Келлі. Меморіал було відкрито 9 жовтня 1985 року.
Вхід розташовується в західній частині парку, навпроти апартаментів «Дакота», де Джон Леннон мешкав у останні роки свого життя, й був застрелений фанатом Марком Чепманом. Меморіал зроблений у вигляді трикутника. Центральна частина трикутника — кругла мозаїка, в центрі якої викладено слово «Imagine».